# 尤里·科斯堅科
尤里·瓦西廖維奇·科斯堅科（羅馬化：Yurii Vasyliovych Kostenko；1945年11月6日—），烏克蘭外交官，歷任駐華大使及駐日本、德國、奧地利、菲律賓大使等職。科斯堅科於1945年11月6日誕生在基輔，1968年自基輔大學歷史系畢業後進入外交界供職，除駐外大使生涯外，尚曾於烏克蘭外交部本部及烏克蘭駐國際組織常設代表處服務。

## 略歷
- 1968年－1971年：烏克蘭蘇維埃社會主義共和國外交部國際組織司專員、三等秘書
- 1971年－1972年：服兵役
- 1972年－1975年：外交部總秘書處三等秘書及二等秘書
- 1975年－1984年：外交部國際組織司部長助理、一等秘書、參贊
- 1985年－1988年：外交部人事司司長
- 1988年－1994年：烏克蘭駐維也納辦事處常駐代表
- 1992年－1994年：烏克蘭駐奧地利特命全權大使（烏克蘭語：Посольство України в Австрії）
- 1994年－1997年：烏克蘭駐德國特命全權大使（烏克蘭語：Посольство України в Німеччині）
- 1997年－2001年：烏克蘭外交部無任所大使
- 2000年－2006年：烏克蘭駐日本特命全權大使
  - 2004年－2006年：兼任駐菲律賓大使
- 2006年－2008年：烏克蘭外交部副部長
- 2009年8月[1]－2012年9月12日[2]：烏克蘭駐華特命全權大使

## 荣誉

### 乌克兰勋章奖章
- 三等功绩勋章（2005年12月27日公布[3]）

### 外国勋章奖章
- 旭日重光章（日本，2016年4月29日公布[4]）

## 外部連結
- Ambassador of Ukraine in China[永久]
- An awarding ceremony of a group of talented Chinese artists from the Academy of Painting and Calligraphy of the Ministry of Culture of China by the "Certificate of the Ambassador of Ukraine to China Yurii Kostenko"[永久]

| 外交職務                     | 外交職務                          | 外交職務                 |
| ---------------------------- | --------------------------------- | ------------------------ |
| 前任： 康斯坦丁·貝塞多弗斯基 | 烏克蘭駐奧地利大使 1992年－1994年 | 繼任： 尼古拉·馬卡列維奇 |
| 前任： 米哈伊爾·達什科維奇   | 烏克蘭駐日本大使 2000年－2006年   | 繼任： 弗拉迪米爾·馬庫哈 |
| 前任： 謝爾蓋·卡梅舍夫       | 烏克蘭駐華大使 2009年－2012年     | 繼任： 夏光              |